# Yasunobu Matsuoka
Yasunobu Matsuoka (松岡 康暢 Matsuoka Yasunobu?, nacido el 2 de mayo de 1986 en Osaka) es un exfutbolista japonés. Jugaba de centrocampista y su último club fue el V-Varen Nagasaki de Japón.

## Trayectoria

### Clubes
| Club             | País  | Año         |
| ---------------- | ----- | ----------- |
| Gamba Osaka      | Japón | 2005 - 2006 |
| Roasso Kumamoto  | Japón | 2006 - 2010 |
| V-Varen Nagasaki | Japón | 2011 - 2012 |

## Palmarés

### Títulos nacionales
| Título    | Club        | País  | Año  |
| --------- | ----------- | ----- | ---- |
| J1 League | Gamba Osaka | Japón | 2005 |